# NGC 75
NGC 75 è una vasta galassia lenticolare, situata nella costellazione dei Pesci.
La galassia è stata scoperta il 22 ottobre 1886 dall'astronomo statunitense Lewis A. Swift e ha una magnitudine di 13,2. La sua distanza dal nostro sistema solare è stimata in circa 260 milioni di anni luce.